# Patrick Gamper
Patrick Gamper durante a Volta à Áustria de 2019
Patrick Gamper (nascido em 18 de fevereiro de 1997) é um ciclista austríaco, membro da equipa Bora-Hansgrohe.

## Biografia
Em 2020, está seleccionado para representar o seu país durante a corrida em linha das Campeonato Europeu de Ciclismo em Estrada mas não toma  a saída da prova.

## Palmarés
- 2012
  -  Campeão da Áustria em estrada cadetes
  - 2.º do campeonato da Áustria do contrarrelógio cadetes
- 2013
  -  Campeão da Áustria em estrada cadetes
  -  Campeão da Áustria do contrarrelógio cadetes
- 2014
  -  Campeão da Áustria do contrarrelógio juniores
- 2015
  -  Campeão da Áustria do contrarrelógio juniores
  - 9.º do Campeonato Europeu do contrarrelógio juniores
- 2016
  -  Campeão da Áustria do contrarrelógio esperanças
  - 6. ª etapa da Volta à Sérvia
- 2017
  - 2.º do campeonato da Áustria do contrarrelógio esperanças
  - 3.º do Raiffeisen Grande Prêmio
  - 6.º do Campeonato Europeu do contrarrelógio esperanças
- 2018
  - 2.º do campeonato da Áustria do contrarrelógio esperanças
  - 9.º do Campeonato Europeu do contrarrelógio esperanças
- 2019
  -  Campeão da Áustria do contrarrelógio esperanças
  - Grande Prêmio Indústria do Marmo
  - 2. ª etapa da Volta do Frioul-Véneto Julienne
  - 2.º do Poreč Trophy
  -  Medalha de parata do contrarrelógio das Jogos mundiais militares
  - 3.º do Dúo Normand (com Matthias Brändle)
- 2020
  - 2.º do campeonato da Áustria do contrarrelógio

## Classificações mundiais
| Ano             | 2016   | 2017  |
| UCI Europe Tour | 1 262. | 704.º |